# Upper Walloona Pool
Der Upper Walloona Pool ist ein See im Westen des australischen Bundesstaates Western Australia. 
Der See liegt im Verlauf des Fortescue River.